# Стефан Ратковић
Стефан Ратковић (ум. 1456–59) је био српски племић и последњи велики логотет Српске деспотовине. 
Његов двор је био у Драгиновцима, у лепеничком крају у Србији, где је имао своје најстарије поседе. Познато је да је он већ у септембру 1456. године носио титулу логотета. 
Уздигнут је у чин великог логотета почетком владавине деспота Лазара Бранковића (децембар 1456-јануар 1458). Био је одан деспоту Лазару током поделе наследства између Лазара и његовог брата Стефана Бранковића на једној страни и Гргура Бранковића, Маре Бранковић и Томе Кантакузена на другој. Такође је стао на страну Стефана Бранковића, Хелене Палеолог и њихове проугарске странке током мартовских завера проосманског одметника Михаила Анђеловића 1458. године, које су довеле до Анђеловићеве пада и затварања. Његови поседи, који су се већ проширили током последњих година деспота Ђурађа Бранковића, додатно су увећани поседама широм деспотовине за време владавине деспота Лазара и деспота Стефана као награда за верност њима и другима. Међутим, сви су били по систему проноје, у коме је власништво над њиховом земљом било условљено пружањем војне подршке држави, за разлику од наслеђа, другог облика земљишне својине у средњовековној Србији, који је био пун и безуслован.
Помиње се у повељи тј дародавници краља Стефана Томашевића од 14. октобра 1458., коју написа у Жепчу. У њој краљ Стефан дарује великом логофету Стефану области: Тобут, Пељаве, Лукова, Кунцели, Прекопац, Полужје.
Међутим, до 1459. Стефан Ратковић, све песимистичнији у погледу знатно смањених и ратом разорених шанси Србије да одбије текућу инвазију Османлија, променио је мишљење. Стефан Ратковић је помагао планове Јелене Палеолог и краља Стефана Томашевића, имао је водећу улогу у организовању брака Томашевог сина са ћерком покојног деспота Лазара Маријом и незаконитог преузимања власти од деспота Стефана Бранковића које је уследило априла. 8, 1459. за потврду његових привилегија, уздизање његовог имања у статус баштине, као и даровницу од 100 кућа у Босни на коришћење њему, породици и слугама и накнаду за напуштање краљевине с. свој народ и покретну имовину. ако и када хоће. Када је Стефан Томашевић издао наде српске Деспотовине предајући без борбе Смедерево, изгледа да је Ратковић са њим отишао у Босну.